# Comtat de Lupfen

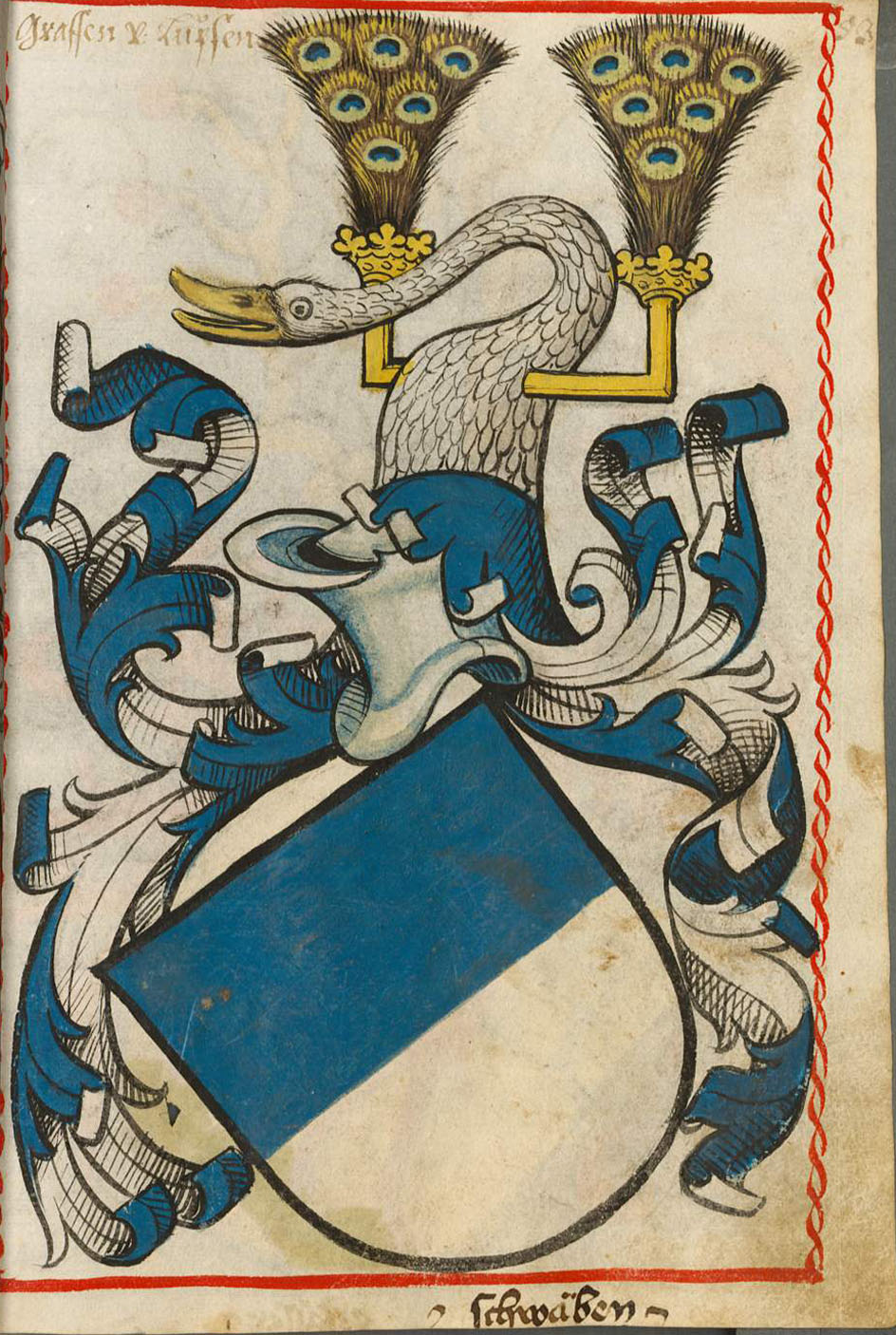
Blasó dels comtes de Lupfen al Scheiblerschen Wappenbuch

Els Comtes de Lupfen (també Comtes a Lupfen i Senyors de Lupfen) eren un llinatge noble de Suàbia amb possessions al Baar, a la Selva Negra (Schwarzwald), al Klettgau i a Alsàcia, on va tenir relacions amb els comtes de Rappoltstein (1397-1419).

## Història
La seva seu estava al Lupfen, al castell de HohenLupfe, testimoniat per primet cop el 1065. El 1251 heretaren el comtat del Stühlingen al Klettgau, a continuació el domini de la senyoria de Hohenhewen i algunes terres alsacianes. Elr primers senyors esmentats són els germans Bertold, Adalbert i Conrad, testimonis el 1108 en una donació a l'abadia d'Allerheiligen à Schaffhausen. Enric (esmentat des de 1241) va reclamar l'herència del darrer comte de Küssenberg (mort abans de 1245), amb la germana del qual estava casat, el que el va fer entrar en conflicte amb el bisbe de Constança i amb el comte de Kyburg que gaudint de drets superiors es van partir l'herència entre ells i després en van cedir algunes zones als monestirs de Paradies i de Sankt Katharinental. En 1251, Herman va renunciar a tota reivindicació sobre el castell de Küssaberg (Baden) i els drets annexes, a favor del bisbe de Constança que a canvi la va concedir en feu el landgraviat de Stühlingen, al Klettgau i l'Hegau. Els fills d'Hermann, Eberard i Bertold, van fundar les branques de landgraviat de Stühlingen i de Lupfen. Al final del segle XIII van caure sota influència dels Habsburg.
El 1304, Enric, fill de Bertold, va cedir el castell de Lupfen i els drets annexes al duc d'Àustria, que els va retornar sota forma de penyora al cap d'onze anys. El 1374 és anomenats com a comte a Stühlingen el gentilhome Eberard de Lupfen que era defensat per Heinrich Gytinger en un plet judicial a Breisach. A causa dels conflictes que persistien amb la casa veïna dels comtes de Fürstenberg els comtes de Lupfen va entrar en guerra amb la Lliga de Ciutats de Suàbia al costat de Württemberger contra la Ciutat imperial lliure de Rottweil aliada als Fürstenberg, què va portar a la destrucció del castell dels Lupfen el 1377 pels habitants de Rottweiler. En aquest temps (durant la segona meitat del segle) per necessitat de diners, la família va vendre una part de les seves possessions als Thurm de Schaffhausen, especialment el 1378 les terres i drets a Stühlingen; els landgravis de Lupfen-Stühlingen (o simplement landgravis de Stühlingen) mantingueren un castell dels comtes de Lupfen, el Hohenlupfen, que avui és la població de Wahrzeichen; l'Escut d'armes actual de la vila de Stühlingen està basat en el blasó dels comtes de Lupfen.
A l'inici del segle XV el problema econòmic s'havia superat. Després de la reconstrucció del castell els Lupfen van lluitar de nou el 1416 amb Rottweiler, aquesta vegada actuant per encàrrec Segimon I del Sacre Imperi Romanogermànic a causa de l'aliança dels senyors de Lupfen amb els Ducs d'Àustria, i fou definitivament destruït. El 1439 els Württemberg compraven el domini al voltant del Lupfen. Hans de Lupfen, batlle austríac a Argòvia, Turgòvia i Suàbia, va rebre en penyora dels Habsburg la senyoria d'Hewen (a l'Hegau), amb la vila d'Engen. Les relations amb Schaffhausen foren conflictives à partir de 1451, per una querella, que durava ja 40 anys, sobre els drets de cacera al bosc de la vila i que va portar a alguns enfrontaments.
Johannes de Lupfen fou príncep-bisbe de Constança de 1532 a 1537. L'any 1578 amb la mort d'Enric s'extingia la línia Stühlinger, i la seva propietat passava als mariscals de Pappenheim.